# 삼돌출
삼돌출(三突出)은 중국 문화혁명 시기의 문화 예술 지도 이론 중 하나이다. 회영(會泳)이 1968년 5월 23일 《문회보》게재한 《문화 예술계로 하여금 영원히 모택동 사상의 진지(陣地)를 선전하게 하라》라는 문장에서 처음 제시한 것으로부터 비롯되었다. 강청(江靑) 등이 동조했고 확대 보급했다. 문화 예술 창작이 무산계급(無産階級)의 영웅 인물을 묘사하는데 반드시 따라야하는 원칙으로 인식되었다. 구체적인 내용은 다음과 같다.
1. 모든 인물 중 긍정적인 인물을 돌출시킨다.
2. 긍정적인 인물 중 영웅 인물을 돌출시킨다.
3. 영웅 인물 중 주요 영웅 인물을 돌출시킨다.

구체적 실천은 문화 예술 창작 중에 긍정적 인물을 화면 또는 무대 중앙에 세우고, 정면으로 조명을 받게 하는 반면, 부정적인 인물은 구석에서 역광을 받는 방식 등으로 실천되었다. 문혁 이후, ‘~요리의 “삼돌출” 특색’ 같은 식으로 다른 곳에서 이 말을 빌려 사용하기도 했다.